# Marcha del Orgullo Trans de São Paulo
La Marcha del Orgullo Trans de São Paulo es un evento que se realiza anualmente en el Largo do Arouche, en la Zona Central de la capital paulista, desde su primera edición en 2018. La marcha es concebida y organizada por el Instituto [SSEX BBOX], producida y organizada por Pri Bertucci y Van Marcelino, en conjunto con la prefectura de São Paulo, y tiene como objetivo promover la visibilidad y los derechos de las personas trans, siendo la primera en centrarse en esta población de la comunidad LGBTIQ+ que se realiza en Brasil y se diferencia de la Marcha del Orgullo LGBT+, que se dirige a la comunidad en su conjunto.
La elección del Largo do Arouche como sede de la Marcha es una referencia a la Operación Tarántula, realizada en la década de 1980, que pretendía «expulsar» a los travestis de la región, con el pretexto de «combatir el SIDA».

## Contexto y necesidad
La lucha de las personas travestis y transgénero en Brasil es uno de los principales aportes al debate sobre género y sexualidad. Marginadas, muchas travestis y mujeres trans brasileñas, además de ser expulsadas de sus hogares durante la adolescencia, también abandonan la escuela y, al perder dos pilares sociales importantes – la familia y la escuela – la calle se convierte en su única opción.
Según una encuesta realizada por la Associação Nacional de Travestis e Transexuais (ANTRA, en español: Asociación Nacional de Travestis y Transexuales) en 2017, alrededor del 90% de las mujeres trans en Brasil recurren a la prostitución como medio de subsistencia. Quienes ingresan al mercado laboral también se enfrentan a prejuicios respecto a sus nombres, que no son respetados.
Debido a estas complejidades, el Instituto [SSEX BBOX] advirtió de la necesidad de debatir y mostrar las dificultades que vive esta parte de la comunidad LGBT, que, a pesar de ser parte de la Marcha del Orgullo LGBT+, tiene sus propias demandas específicas para ser compartidas.

## Visibilidad, primeros pasos e impacto
En enero de 2015, la ciudad de São Paulo lanzó el programa Transcidadania, una de las primeras políticas públicas de la ciudad para esta población, que además de ser una conquista para el movimiento, también trajo visibilidad en el espacio político y social para el surgimiento de nuevos debates.
El Programa Transcidadania está regulado por la Secretaría Municipal de Derechos Humanos y Ciudadanía y tiene como objetivo promover la reintegración de mujeres y hombres trans en situación de vulnerabilidad luego de culminar la educación básica y media, a través de la Educación de Personas Jóvenes y Adultas (EJA) y la cualificación profesional. Desde el inicio, el programa expuso algunas de las vulnerabilidades que sufre la población trans, como los altos índices de expulsión familiar y deserción escolar, la prostitución obligatoria, el uso de sustancias tóxicas sin supervisión médica como silicona industrial y hormonas, que solo justificaban su necesidad social.
En 2017, los movimientos de Pri Bertucci y el Instituto [SSEX BBOX] revelaron las complejidades y los desafíos que se enfrentan al intentar unificar diferentes voces y organizaciones dentro de la comunidad trans y, más ampliamente, en la comunidad LGBTQIAP+. El instituto extendió invitaciones a varias organizaciones influyentes y figuras destacadas del movimiento trans, como Mães Pela Diversidade, ANTRA y Rede Trans, entre otras, buscando crear una coalición de voces que hagan eco de la unidad y la fuerza del movimiento.
Tras una colaboración iniciada en 2018 con Van Marcelino como director de producción, la primera Marcha Trans tuvo lugar en la Zona Central de São Paulo. Con la participación de artistas de renombre como Johnny Hooker, Liniker, Mel, Pepita, Leonora Vingativa, MC Xuxu, Erica Hilton y Erika Malunguinho, la marcha no sólo destacó el rico tapiz cultural de la comunidad trans, sino que también proporcionó un espacio vital para su expresión y visibilidad.
Esta marcha puso a Brasil en el mapa mundial de las marchas trans, una serie de eventos que tienen lugar en varias ciudades alrededor del mundo, generalmente dos días antes de los desfiles del orgullo gay, que tienden a ser más comerciales y centrados principalmente en los derechos y la ciudadanía de las personas LGB, a menudo centrados en hombres homosexuales blancos.
Las Marchas Trans se llevan a cabo como una forma de protesta y recuperación de espacios, destacando la exclusión histórica de las mujeres, las personas trans, los hombres trans y las personas no binarias en las narrativas dominantes de género y sexualidad. Estos grupos a menudo enfrentan una opresión adicional en medio de las masculinidades tóxicas y hegemónicas presentes en la sociedad.